# コンパルソリーフィギュア
コンパルソリーフィギュア（Compulsory figures）は、フィギュアスケートの男子シングルと女子シングルで1990年まで行われていた種目のひとつ。スクールフィギュア、規定とも呼ばれていた。氷上を滑走して課題の図形を描き、その滑走姿勢と滑り跡の図形の正確さを競う種目である。このフィギュアという言葉がフィギュアスケートの由来となった。

## 歴史
コンパルソリーフィギュアは、フリースケーティングとともにフィギュアスケート競技黎明期から実施されており、1896年の第1回世界選手権でも実施された。競技会の最初の種目として実施された。コンパルソリーフィギュアに特化した競技がスペシャルフィギュアであった。
1968年まで競技全体における得点の6割をコンパルソリーフィギュアが占めていたが、1969年には5割に減少。1973年にショートプログラムが本格導入され、コンパルソリーフィギュアの比重が4割となった。
1975年ISU総会で廃止の議案が提出され、当時の会長ジャック・ファバールは強く支持した。しかし、米国などが「規定はフリーの基本」と主張し反対したため、廃止されずに定着した。
その後、1976年以降は3割、1989年には2割と徐々に比重が減少していった。1988年のISU総会で米国、カナダ、イギリス、ニュージーランドの4ヶ国が廃止に反対したが廃止が決定され、1990年3月の世界選手権を最後に国際スケート連盟の競技会では完全廃止された。
現在、競技としてのコンパルソリーフィギュアが行われることはほとんどない。
日本のバッジテストでは、1990年代後半の規定改定により1級で1番 - 3番、2級で4番のみになった。その後2008年の改訂でコンパルソリーと言えるものは初級のハーフサークルのみとなったが、一方で採点方式の変化への対応のためステップとしてブラケット、ロッカー、カウンター、ループなどがテストされるようになった。

## 競技方法

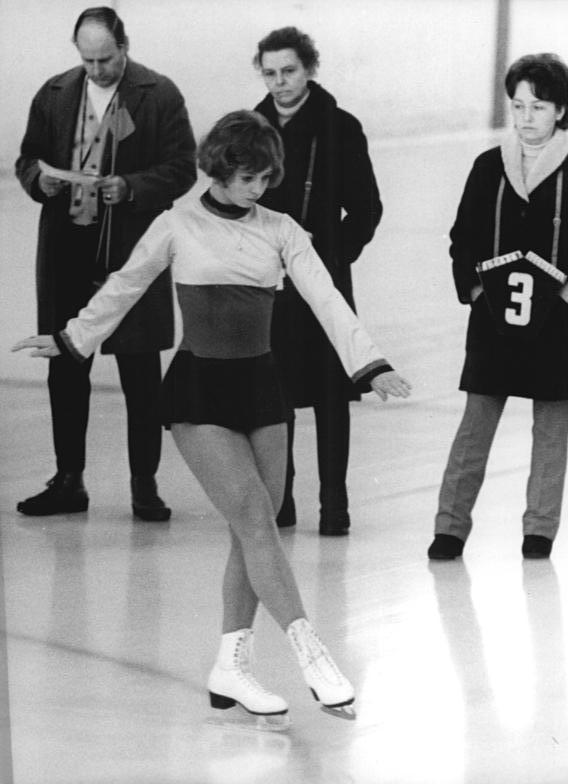
コンパルソリーフィギュアを競技しているソニア・モルゲンシュテルン

選手は、1つの課題に対して左右の足3回ずつ計6回滑る。奇数人の審判員が、滑走姿勢や滑り跡の図形を判定して0.0から6.0の範囲で採点する。この採点に課題ごとの難易度係数を掛けて、各課題の得点の合計がコンパルソリーの得点となる。
ショートプログラムやフリーと違い、音楽はなく、選手は地味な衣装を着用していた。

## 課題
1. フォア・アウト・サークル
2. フォア・イン・サークル
3. バック・アウト・サークル
4. バック・イン・サークル
5. フォア・チェンジ
6. バック・チェンジ
7. スリー・スリー
8. アウト・スリー
9. イン・スリー
10. フォア・アウト・ダブルスリー
11. フォア・イン・ダブルスリー
12. バック・アウト・ダブルスリー
13. バック・イン・ダブルスリー
14. フォア・アウト・ループ
15. フォア・イン・ループ
16. バック・アウト・ループ
17. バック・イン・ループ
18. アウト・ブラケット
19. イン・ブラケット
20. アウト・ロッカー
21. イン・ロッカー
22. アウト・カウンター
23. イン・カウンター
24. フォア・ワンフットエイト
25. バック・ワンフットエイト
26. アウト・チェンジ・スリー
27. イン・チェンジ・スリー
28. フォア・チェンジ・ダブルスリー
29. バック・チェンジ・ダブルスリー
30. フォア・チェンジ・ループ
31. バック・チェンジ・ループ
32. アウト・チェンジ・ブラケット
33. イン・チェンジ・ブラケット
34. フォア・パラグラフ・スリー
35. バック・パラグラフ・スリー
36. フォア・パラグラフ・ダブルスリー
37. バック・パラグラフ・ダブルスリー
38. フォア・パラグラフ・ループ
39. バック・パラグラフ・ループ
40. フォア・パラグラフ・ブラケット
41. バック・パラグラフ・ブラケット